# Melaleuca decora
Melaleuca decora é uma planta da família Myrtaceae, nativa do leste da Austrália. Trata-se de um arbusto grande ou uma pequena árvore com casca papirácea, folhas lanceoladas e flores perfumadas de cor creme, que aparecem no verão. Cresce em florestas próximas à costa e em pântanos nas regiões de Nova Gales do Sul e Queensland.

## Descrição
Melaleuca decora apresenta casca papirácea marrom ou esbranquiçada e geralmente cresce até 10 m de altura, embora espécimes excepcionais possam ultrapassar 20 m. Suas folhas são dispostas de forma alternada, com 7,8 a 16,5 mm de comprimento e 1 a 2 mm de largura, planas, de formato elíptico estreito e terminando em uma ponta fina.
As flores, de cor creme ou branca, organizam-se em espigas nas extremidades dos ramos, que continuam a crescer após a floração, e às vezes também nas laterais. Essas espigas têm até 17 mm de diâmetro e 20 a 50 mm de comprimento, contendo de 3 a 30 grupos de flores, geralmente em trios. As pétalas, aproximadamente ovadas, medem de 2 a 2,5 mm de comprimento e caem à medida que a flor envelhece. Os estames são agrupados em cinco feixes ao redor da flor, com 20 a 40 estames por feixe.
A principal época de floração ocorre de novembro a janeiro, seguida pela formação de frutos, que são cápsulas lenhosas de 2 a 3 mm de comprimento, bem espaçadas ao longo dos ramos.

## Taxonomia e nomenclatura
Essa espécie foi formalmente descrita em 1796 por Richard Anthony Salisbury, que a nomeou Metrosideros decora. O motivo da escolha do epíteto específico (decora) não foi explicado, mas deriva do latim decorus, que significa "conveniente", "adequado" ou "belo". Em 1916, James Britten transferiu a espécie para o gênero Melaleuca, denominando-a Melaleuca decora.

## Distribuição e habitat
Melaleuca decora é encontrada em Queensland, ao sul do distrito do rio Burnett [en], e em Nova Gales do Sul, ao norte do rio Shoalhaven. Cresce em solos arenosos ou pesados em florestas abertas e pântanos de regiões costeiras.

## Uso na horticultura
Melaleuca decora é uma planta resistente, adaptável a diferentes tipos de solo, mas que requer bastante água e tolera locais mal drenados. É uma excelente opção como planta de triagem e floresce abundantemente.

## Galeria

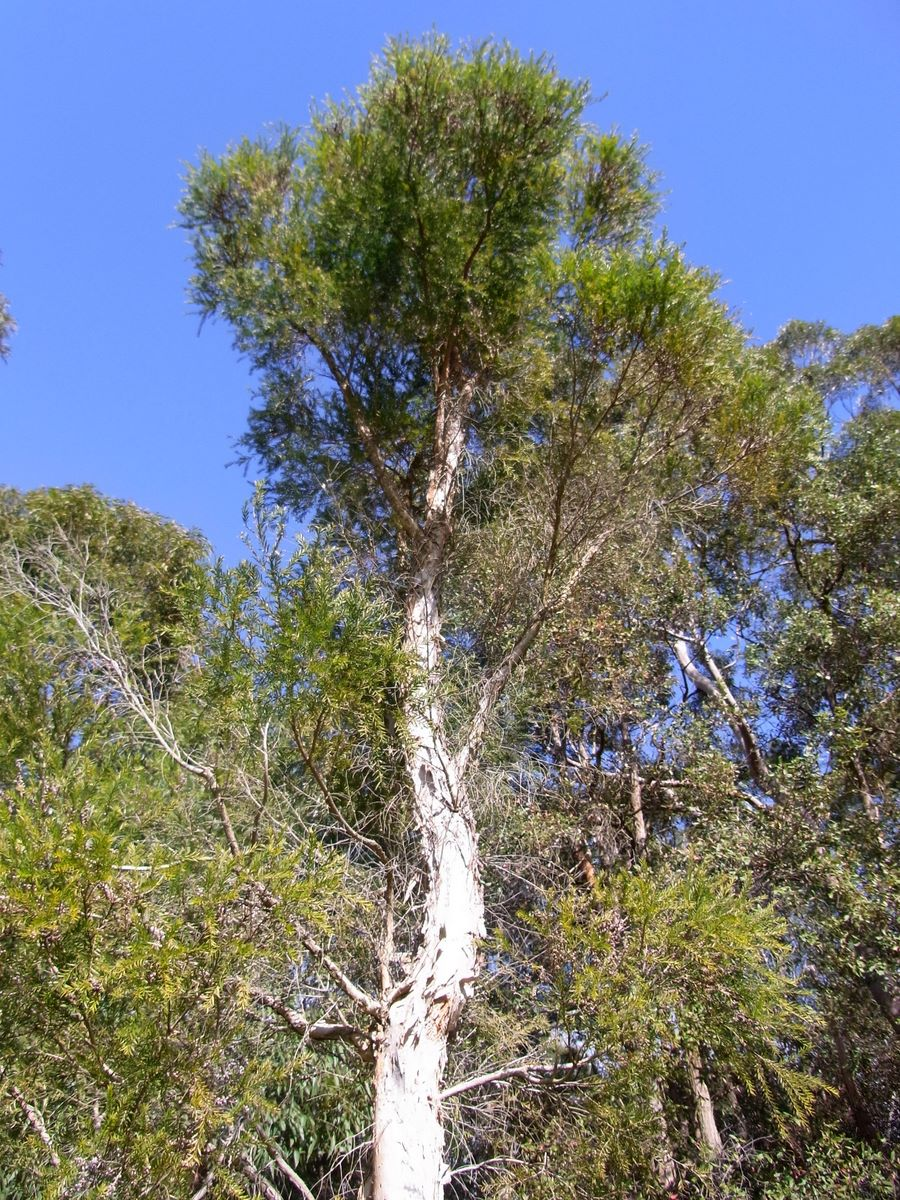
Hábito em East Ryde [en]
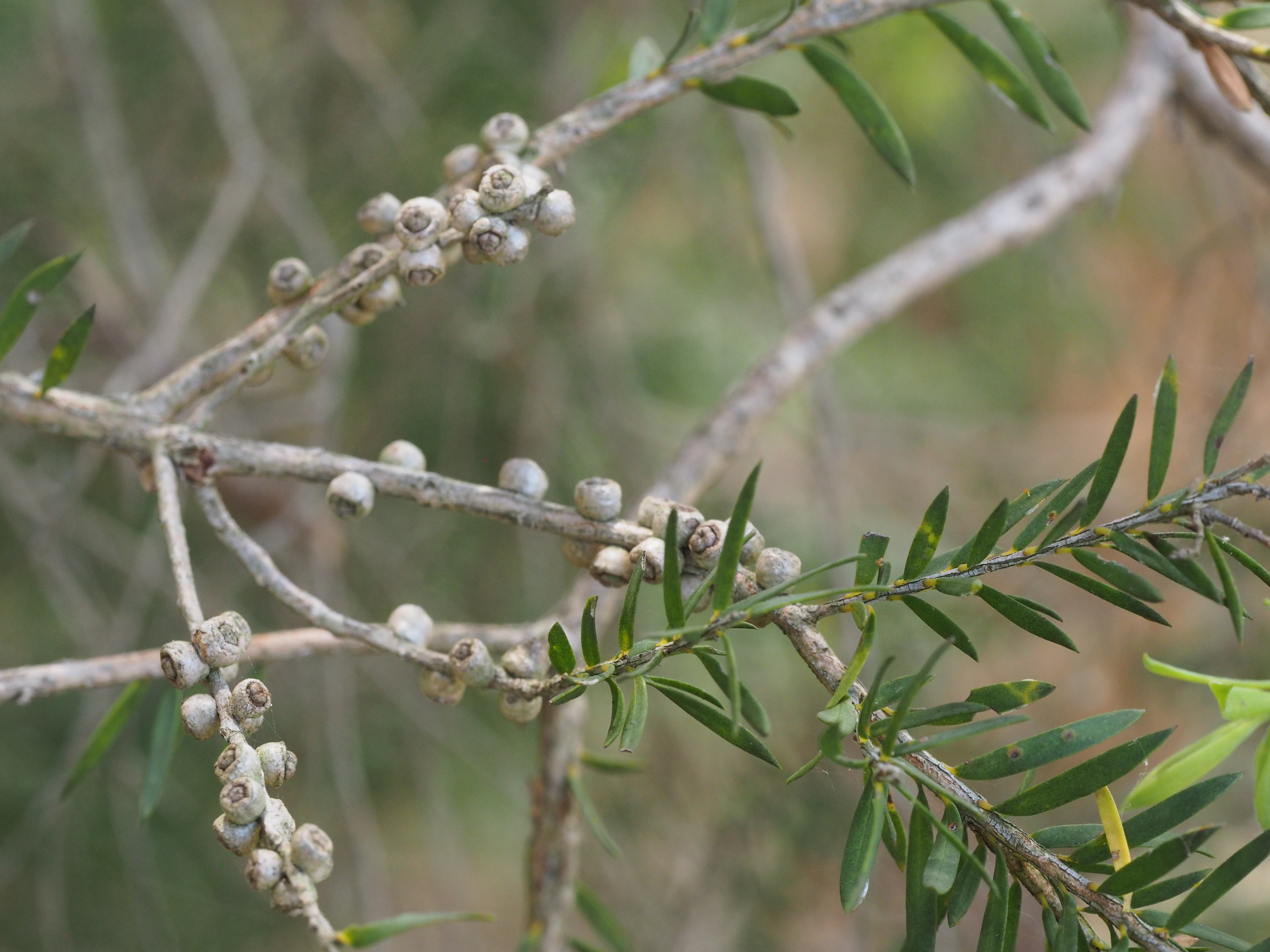
Frutos
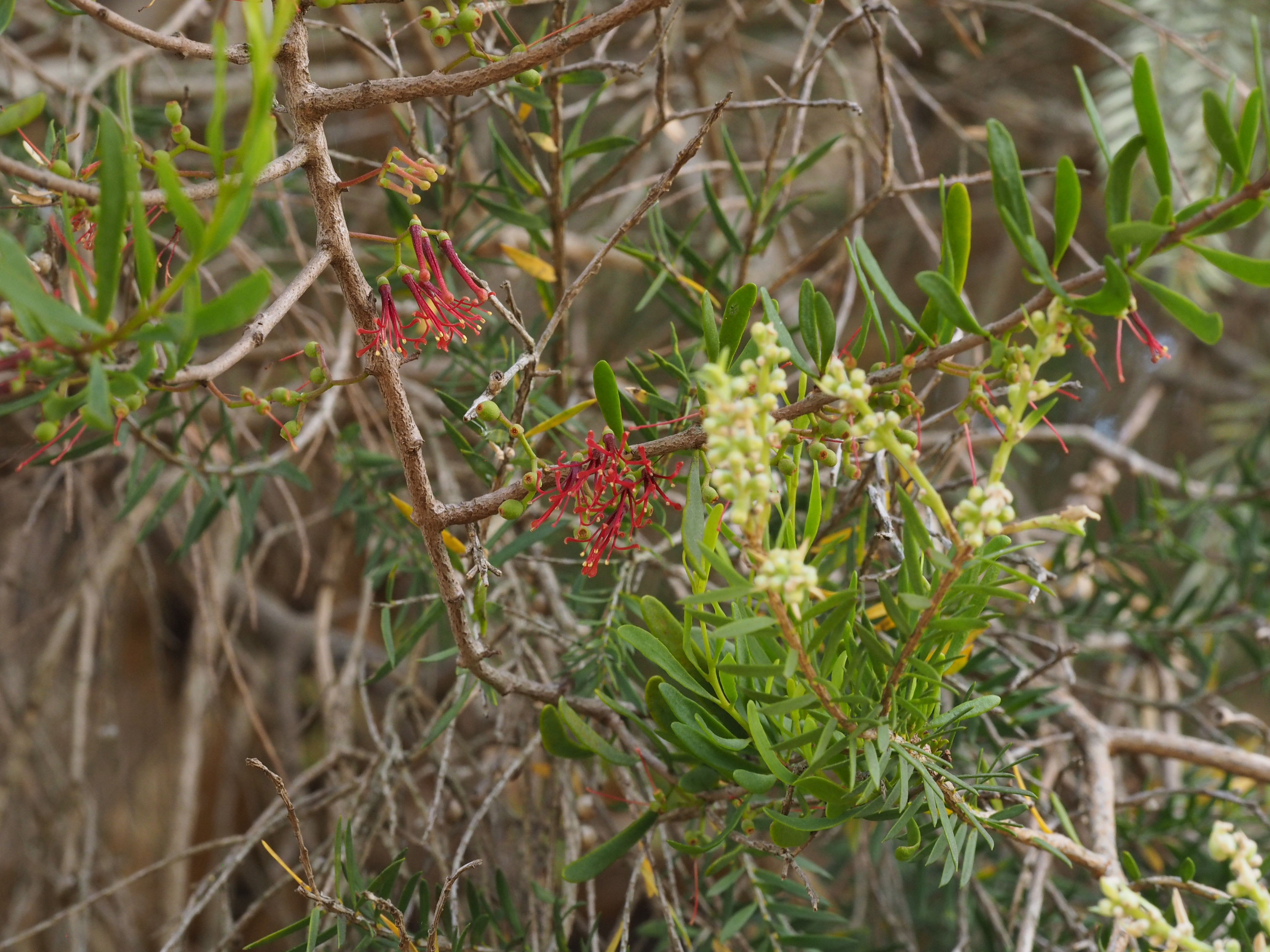
Amyema gaudichaudii em M. decora
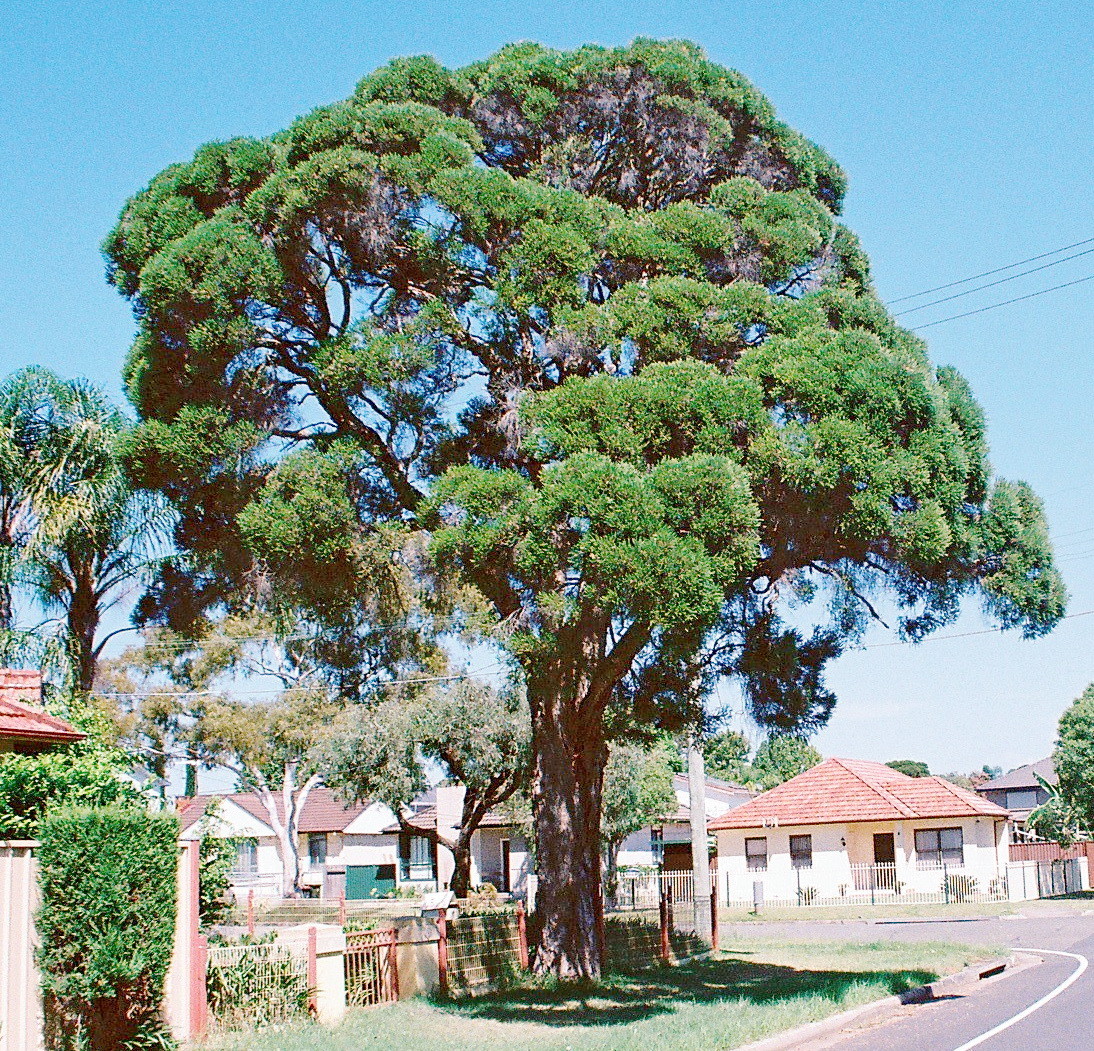
Hábito em uma rua suburbana de Sydney
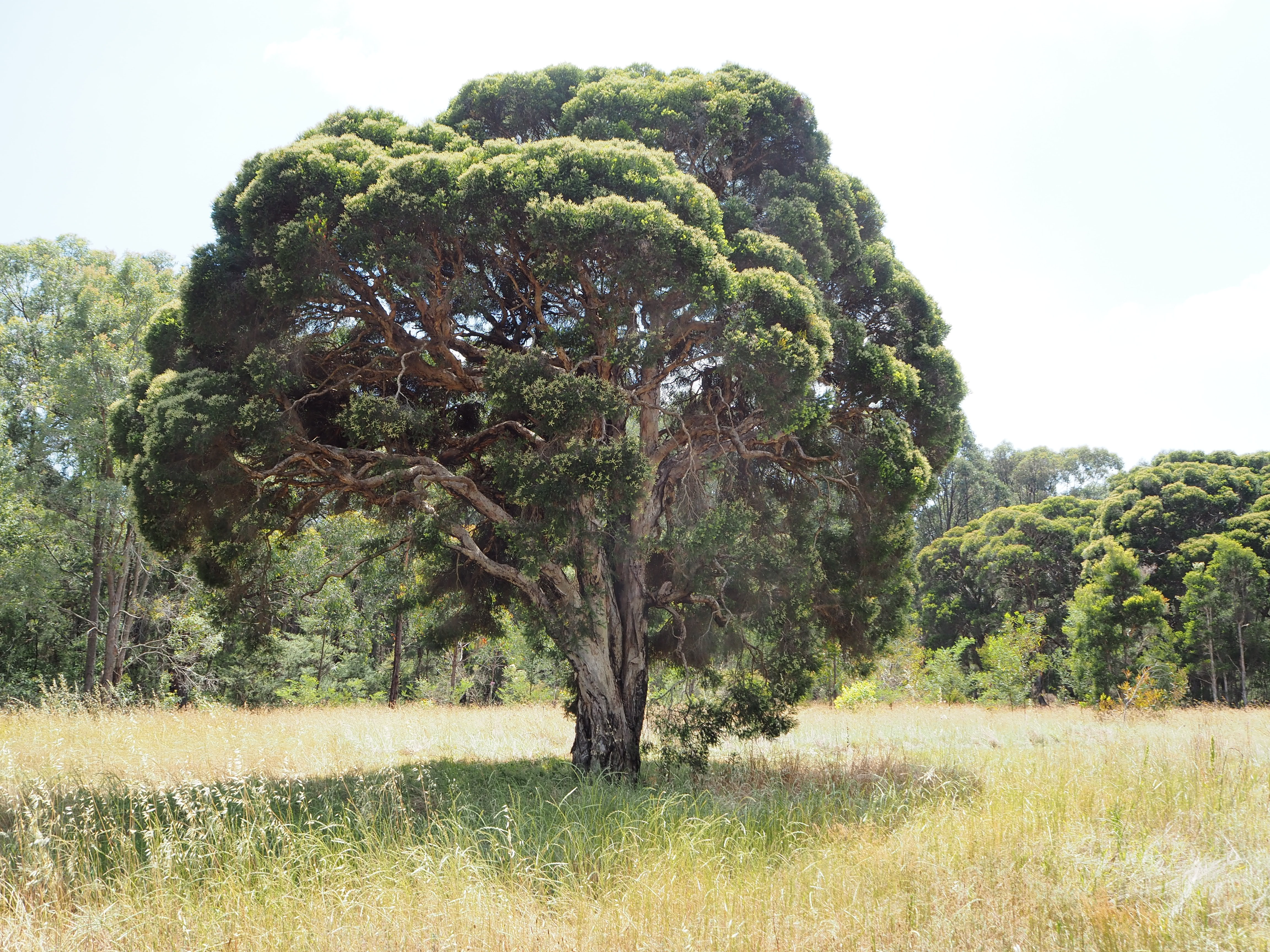
Hábito próximo ao Estádio Melita [en] e à Reserva do Rio Duck [en]